# Hatem Mrad
Hatem Mrad, né le 12 août 1955, est un politologue tunisien.
Ses domaines de recherche portent sur le libéralisme politique, les partis politiques, l'opinion publique, la gouvernance, ainsi que sur la transition démocratique. Il est professeur agrégé de science politique à la faculté des sciences juridiques, politiques et sociales de Tunis et président-fondateur de l'Association tunisienne d'études politiques, ainsi que directeur-fondateur de la Revue tunisienne de science politique.

## Carrière
Il obtient une maîtrise en droit public à l'université Paris-Panthéon-Assas, puis un master en diplomatie et administration des organisations internationales à la faculté Jean-Monnet de l'université Paris-Sud en 1985. Il est également diplômé de l'Académie internationale de droit constitutionnel en 1985 et obtient un doctorat en droit public (diplomatique) sur le thème des procédures internes des conférences diplomatiques en 1991 à l'université Paris-Sud.
Assistant en 1991, puis maître-assistant en 1997, il obtient son agrégation en droit public et science politique en 2005 et devient professeur de l'enseignement supérieur en 2011. Il assume la fonction de directeur du département de droit public et de sciences politiques, de 2005 à 2011, puis de directeur de l'école doctorale de 2012 à 2015 ; il est par ailleurs responsable du master de science politique (LMD) depuis 2011 et membre du conseil scientifique de la faculté des sciences juridiques, politiques et sociales de Tunis de 2005 à 2016.
Membre de l'Association française de science politique (2010-2011), il fonde en 2011 l'Association tunisienne d'études politiques qu'il préside depuis. Élu membre du comité exécutif de l'Association internationale de science politique au 22e congrès mondial de juillet 2012 à Madrid, il est réélu au 23e congrès organisé à Montréal en 2014. 
Il a été professeur invité à la faculté de droit et de science politique d'Aix-en-Provence en 2006, de l'université Jean-Moulin-Lyon-III de 2008 à 2012, de l'université Paris-Sud en 2011, de l'université Toulouse-Capitole, de l'Institut d'études politiques de Toulouse et de l'université Paris-Sud en 2012, à l'Institut d'études politiques de Bordeaux en 2013, à l'université de Gand en 2014 et à l'Institut d'études politiques de Rennes en 2016.
Journaliste, il collabore aux magazines Réalités et L'Économiste maghrébin de 1988 à 1991, puis au journal numérique Le Courrier de l'Atlas à partir de 2012.

### Ouvrages personnels
- Place de la procédure dans la diplomatie multilatérale, Tunis, Centre de publication universitaire, 2001, 411 p. (ISBN 978-9973-37-025-9).
- L'opinion publique mondiale, Tunis, Centre de publication universitaire, 2006, 210 p. (ISBN 978-9973-37-288-8).
- Libéralisme et adversité, Tunis, Centre de publication universitaire, 2008, 202 p. (ISBN 978-9973-37-412-7).
- Libéralisme et liberté dans le monde arabo-musulman : de l'autoritarisme à la Révolution, Paris, Éditions du Cygne, 2011, 172 p. (ISBN 978-2-84924-233-9).
- Le déficit démocratique sous Bourguiba et Ben Ali, Tunis, Nirvana, 2014, 160 p. (ISBN 978-9973-855-77-0).
- Tunisie : de la révolution à la Constitution, Tunis, Nirvana, 2014, 328 p. (ISBN 978-9973-855-73-2).
- La gouvernance : entre le citoyen et le politique, Paris, L'Harmattan, 2015, 216 p. (ISBN 978-2-343-05493-3).
- Le dialogue national en Tunisie, Tunis, Nirvana, 2015, 159 p. (ISBN 978-9973-855-81-7).
- Libéralisme et antilibéralisme dans la pensée politique, Paris, Éditions du Cygne, 2016, 186 p. (ISBN 978-2-84924-444-9).
- De la Constitution à l'accord de Carthage : les premières marches de la IIe République, Tunis, Nirvana, 2016, 336 p. (ISBN 978-9973-855-99-2).
- Révolutions arabes et jihadisme, Tunis, Nirvana, 2017, 300 p. (ISBN 978-9938-940-04-6).
- La coalition laïco-islamiste à l'épreuve, Tunis, Nirvana, 2018, 456 p. (ISBN 978-9-938-94089-3).
- Janus ou la démocratie à deux têtes, Tunis, Nirvana, 2020, 400 p. (ISBN 978-9938-53-047-6).
- Les dérives contraires en Tunisie : autour de Carl Schmitt, Tunis, Cérès, 2022, 217 p. (ISBN 978-9973-19-835-8).

### Directions
- Gouvernance et institutions publiques : colloque du 5-6 et 7 avril 2007 [Tunis], Toulouse, Presses de l'université des sciences sociales de Toulouse, 2008, 382 p. (ISBN 978-2-915699-72-2).
- Le libéralisme et les nouvelles contraintes de l'action politique, Toulouse, Presses de l'université Toulouse 1 Capitole, 2010, 403 p. (ISBN 978-2-915699-95-1).
- La transition démocratique à la lumière des expériences comparées, Tunis, Faculté des sciences juridiques, politiques et sociales de Tunis, 2012.
- La politique dans les régions : quels défis pour les partis politiques ?, Tunis, Association tunisienne d'études politiques, 2017.
- Facebook en Tunisie : faiseur de politique ou espace public ?, Tunis, Association tunisienne d'études politiques, 2017, 105 p. (ISBN 978-9-973-79745-2).
- Partis politiques et transitions démocratiques, Tunis, Nirvana, 2019, 265 p. (ISBN 978-9938-53-003-2).
- Le professionnalisme en politique : quelle signification, quelle dynamique ?, Tunis, Association tunisienne d'études politiques/Konrad Adenauer Stiftung, 2021.